# Carcere di Attica
L'Attica Correctional Facility è un carcere di massima sicurezza dello stato di New York nel comune di Attica, New York, gestito dal Dipartimento per le correzioni e la supervisione della comunità dello Stato di New York.

## Storia
È stato costruito negli anni '30 e deteneva molti dei criminali più pericolosi del tempo. Un sistema di gas CS (clorobenzilidina malononitrile) è stato installato nella sala mensa e nelle aree industriali, per sedare i conflitti. La prigione ora ospita molti detenuti che stanno scontando vari tipi di condanne, di solito sono inviati alla struttura a causa di problemi disciplinari.
L'Attica fu teatro di una rivolta carceraria nel 1971 che provocò 43 morti, di cui 33 detenuti e 10 guardie. Dal 1980 al 2012 è stata la prigione dove era detenuto Mark David Chapman, l'assassino di John Lennon.

## Criminali più pericolosi
- David Berkowitz, meglio conosciuto come Son of Sam, serial killer che ha confessato di aver ucciso sei persone e aver ferito molti altri a New York durante la fine degli anni '70. Da quando è diventato cristiano, Berkowitz ha dichiarato che non vuole essere rilasciato e deve pagare per i peccati che ha commesso.
- H. Rap Brown, leader del Partito delle Pantere Nere, ha scontato una condanna dal 1971 al 1976.
- Mark David Chapman, si è dichiarato colpevole di aver ucciso John Lennon nel 1980. Chapman è stato condannato a 20 anni di carcere e gli è stata negata la libertà condizionale dieci volte durante le campagne contro la sua liberazione.
- Dean Faiello, medico senza licenza è stato accusato di omicidio colposo del banchiere filippino-americano Maria Cruz nel 2003.
- Jimmy Caci, un capo della famiglia criminale di Los Angeles, ha trascorso otto anni durante gli anni '70 per rapina a mano armata.
- Colin Ferguson, ha assassinato sei persone sulla Long Island Rail Road nel 1993. Ferguson è stato condannato all'ergastolo.
- Kendall Francois, ha assassinato otto donne, alcune delle quali erano prostitute, e ha conservato i loro corpi nella sua casa a Poughkeepsie, New York. Francois, che stava scontando l'ergastolo senza condizionale, è morto a settembre 2014.
- Frank P. Giffune, il "fall guy" italiano è stato mandato nella prigione nel 1940 e condannato a 25 anni per furto.
- Sam Melville, noto come "bombardiere pazzo" negli anni '60, un membro della Weather Weather ha ucciso dei poliziotti dello Stato di New York durante la rivolta della prigione di Attica del 13 settembre 1971.
- El Sayyid Nosair, il terrorista delle World Trade Center è stato ospitato per una breve durata relativa ad un diverso assassinio.
- Willie Sutton, ha rapinato 100 banche dalla fine dell'anno 1920.
- David Sweat, nel 2002 ha ucciso un vice sceriffo della contea di Broome ed è fuggito dal Clinton Correctional Facility nel 2015, è stato trasferito nella prigione nel 2017.

## Nella cultura popolare
- Lo showrunner e produttore televisivo Tom Fontana ha dichiarato in più interviste di aver scritto Oz, celebre serie televisiva carceraria targato HBO, ispirandosi a vari avvenimenti accaduti all'interno del penitenziario di Attica.